# Kevin Sheedy
Kevin Mark Sheedy (Builth Wells, 1959. október 21. –) ír válogatott labdarúgó.

## Pályafutása

### Klubcsapatban
Pályafutását a Hereford Unitedben kezdte, ahol 1975 és 1978 között játszott. 1978-ban az Liverpool szerződtette, melynek tagjaként 1982-ben megnyerte az angol ligakupát. Még abban az évben távozott és az Everton csapatához igazolt, ahol pályafutása leghosszabb és egyben legsikeresebb időszakát töltötte. 1985-ben angol bajnoki címet szerzett és megnyerte csapatával a kupagyőztesek Európa-kupáját, majd 1987-ben újabb bajnoki címmel gazdagodott. Az 1992–93-as idényben a Newcastle United játékosaként megnyerte a másodosztályt. Az 1993–94-es szezonban a Blackpool játékosaként vonult vissza az aktív játéktól.     

### A válogatottban
Walesben született, de ír állampolgársággal is rendelkezett, így lehetősége adódott, hogy az ír válogatottat képviselje nemzetközi szinten. 1984 és 1993 között 49 alkalommal szerepelt az ír válogatottban és 9 gólt szerzett. Részt vett az 1988-as Európa-bajnokságon és az 1990-es világbajnokságon. 

## Sikerei, díjai
Liverpool
- Angol ligakupa (1): 1981–82

Everton
- Angol bajnok (2): 1984–85, 1986–87
- Kupagyőztesek Európa-kupája (1): 1984–85
- Angol szuperkupa (4): 1984, 1985, 1986 (megosztva), 1987

Newcastle United
- Angol másodosztályú bajnok (1): 1992–93